# Stewart (priimek)
Stewart je priimek več oseb:
- Balfour Stewart, škotski fizik
- Booboo Stewart, ameriški pevec, plesalec in igralec
- Charles Gordon Stewart, britanski general
- Dugald Stewart, filozof
- Gaye Stewart, kanadski hokejist
- Geoffrey Stewart, avstralski veslač
- Guy Milton Stewart, britanski general
- Herbert William Vansittart Stewart, britanski general
- Ian Stewart (več znanih ljudi)
- Jackie Stewart, britanski dirkač Formule 1
- Jimmy Stewart, britanski dirkač Formule 1
- John Donald Hamill Stewart, častnik
- John Wolcott Stewart, ameriški odvetnik in politik
- Keith Lindsay Stewart, avstralski general
- Kristen Stewart, ameriška igralka
- Michael Stewart, kanadsko-avstrijski hokejist
- Robert Lee Stewart, ameriški vojaški pilot, astronavt in častnik
- Robert Marcellus Stewart, politik
- Stephen Stewart, avstralski veslač
- Thomas Grainger-Stewart, britanski general
- William Ross Stewart, britanski general